# آيت عيسى إزم (أسول)
آيت عيسى إزم هي إحدى مشيخات المملكة المغربية، تتبع جغرافيا لإقليم تنغير وإداريًا لأسول. يقدر عدد سكانها بـ 372 نسمة حسب الإحصاء الرسمي للسكان والسكنى لسنة 2004.